# Стржище (Толмин)
Стржище (словен. Stržišče) — поселення в общині Толмин, Регіон Горишка, Словенія. Висота над рівнем моря: 754,5 м. Розміщене на пагорбах на північ від с. Худаюжна.